# Campionati oceaniani di triathlon sprint del 2014
I Campionati oceaniani di triathlon sprint del 2014 si sono tenuti a Kinloch in Nuova Zelanda, in data 2 febbraio 2014.
Tra gli uomini ha vinto il neozelandese Ryan Sissons, mentre la gara femminile è andata alla neozelandese Sophie Corbidge.
Nella gara valida per il titolo under 23, ha trionfato tra gli uomini il neozelandese Cooper Rand, mentre tra le donne la neozelandese Sophie Corbidge.

## Risultati

### Élite uomini
| Pos. | Nome                 | Paese         | Nuoto    | Bici     | Corsa    | Totale   |
| ---- | -------------------- | ------------- | -------- | -------- | -------- | -------- |
|      | Ryan Sissons         | Nuova Zelanda | 00:08:32 | 00:37:20 | 00:14:59 | 01:02:02 |
|      | Tony Dodds           | Nuova Zelanda | 00:08:13 | 00:37:39 | 00:15:00 | 01:02:08 |
|      | Brendan Sexton       | Australia     | 00:08:34 | 00:37:20 | 00:15:25 | 01:02:29 |
| 4    | Tom Davison          | Nuova Zelanda | 00:08:39 | 00:36:01 | 00:16:46 | 01:02:40 |
| 5    | Etienne Diemunsch    | Francia       | 00:08:31 | 00:38:09 | 00:15:15 | 01:03:06 |
| 6    | Kenji Nener          | Giappone      | 00:08:21 | 00:38:22 | 00:15:08 | 01:03:08 |
| 7    | Nick Kastelein       | Australia     | 00:08:32 | 00:38:03 | 00:15:29 | 01:03:22 |
| 8    | Tyler Mislawchuk     | Canada        | 00:08:18 | 00:38:25 | 00:15:29 | 01:03:26 |
| 9    | Martin Van Barneveld | Nuova Zelanda | 00:08:28 | 00:38:43 | 00:15:10 | 01:03:36 |
| 10   | Cooper Rand          | Nuova Zelanda | 00:08:30 | 00:38:14 | 00:16:16 | 01:04:11 |
| 11   | Daniel Hoy           | Nuova Zelanda | 00:08:50 | 00:38:30 | 00:15:40 | 01:04:19 |
| 12   | Jacob Birtwhistle    | Australia     | 00:08:45 | 00:38:27 | 00:15:54 | 01:04:26 |
| 13   | Nuru Somi            | Australia     | 00:08:34 | 00:38:31 | 00:16:06 | 01:04:33 |
| 14   | Jay Wallwork         | Nuova Zelanda | 00:08:25 | 00:38:05 | 00:16:40 | 01:04:37 |
| 15   | Adam Rudgley         | Australia     | 00:08:35 | 00:38:33 | 00:16:14 | 01:04:52 |
| 16   | Dylan Evans          | Australia     | 00:08:47 | 00:38:18 | 00:16:45 | 01:05:13 |
| 17   | Mike Phillips        | Nuova Zelanda | 00:08:28 | 00:38:20 | 00:17:19 | 01:05:20 |
| 18   | Sam Elstob           | Nuova Zelanda | 00:09:06 | 00:38:14 | 00:17:02 | 01:05:36 |
| 19   | Bryce Mcmaster       | Australia     | 00:08:24 | 00:39:44 | 00:16:16 | 01:05:45 |
| 20   | Leong Tim Law        | Hong Kong     | 00:08:28 | 00:38:52 | 00:17:29 | 01:06:08 |
| 21   | Kieran Mcpherson     | Nuova Zelanda | 00:09:18 | 00:39:13 | 00:16:35 | 01:06:31 |
| 22   | Ivan Lo Ching Hin    | Hong Kong     | 00:09:00 | 00:40:05 | 00:16:18 | 01:06:37 |
| 23   | Tayler Reid          | Nuova Zelanda | 00:08:15 | 00:38:28 | 00:18:58 | 01:06:56 |
| 24   | Fynn Thompson        | Nuova Zelanda | 00:08:59 | 00:39:33 | 00:17:25 | 01:07:12 |
| 25   | Sam Kidd             | Nuova Zelanda | 00:09:39 | 00:40:00 | 00:16:19 | 01:07:16 |
| 26   | Sam Ward             | Nuova Zelanda | 00:08:31 | 00:38:10 | 00:19:23 | 01:07:21 |
| 27   | Michael Perree       | Nuova Zelanda | 00:08:46 | 00:39:51 | 00:17:31 | 01:07:27 |
| 28   | Kyle Smith           | Nuova Zelanda | 00:08:50 | 00:39:37 | 00:17:43 | 01:07:32 |
| 29   | Leo Roper            | Nuova Zelanda | 00:09:37 | 00:40:01 | 00:16:40 | 01:07:37 |
| 30   | James Wright         | Nuova Zelanda | 00:08:43 | 00:40:23 | 00:17:23 | 01:07:48 |
| 31   | Andrew Lloyd         | Nuova Zelanda | 00:09:13 | 00:39:46 | 00:17:40 | 01:08:00 |
| 32   | Hayden Moorhouse     | Nuova Zelanda | 00:09:19 | 00:39:49 | 00:17:34 | 01:08:07 |
| 33   | Chris Wigell         | Australia     | 00:09:29 | 00:41:22 | 00:15:56 | 01:08:12 |
| 34   | Iestyn Harrett       | Regno Unito   | 00:08:30 | 00:42:11 | 00:16:26 | 01:08:24 |
| 35   | Zac Barber           | Nuova Zelanda | 00:09:00 | 00:39:59 | 00:18:23 | 01:08:43 |
| 36   | Jake Jamieson        | Nuova Zelanda | 00:09:02 | 00:39:32 | 00:19:11 | 01:08:54 |
| 37   | Troy Mcalister       | Nuova Zelanda | 00:09:03 | 00:39:27 | 00:19:07 | 01:09:00 |
| 38   | Tom Honig            | Svezia        | 00:08:54 | 00:42:08 | 00:16:34 | 01:09:00 |
| 39   | Robert Skillman      | Australia     | 00:08:34 | 00:41:55 | 00:17:22 | 01:09:13 |
| 40   | Dickson Tam Joe Dick | Hong Kong     | 00:08:51 | 00:42:09 | 00:17:26 | 01:09:58 |
| 41   | Joel Tobin White     | Australia     | 00:08:52 | 00:40:47 | 00:19:17 | 01:10:16 |
| 42   | Max Hardie-Boys      | Nuova Zelanda | 00:08:56 | 00:42:05 | 00:18:15 | 01:10:38 |
| 43   | Ben Moore            | Nuova Zelanda | 00:08:47 | 00:40:03 | 00:20:32 | 01:10:53 |
| 44   | Hugh Wilkie          | Nuova Zelanda | 00:09:30 | 00:41:05 | 00:19:17 | 01:11:15 |
| 45   | Shamus Christison    | Nuova Zelanda | 00:09:49 | 00:42:45 | 00:18:03 | 01:11:52 |
| 46   | Andrew Ranford       | Nuova Zelanda | 00:08:26 | 00:44:06 | 00:18:29 | 01:12:21 |
| 47   | Jordan Mclennan      | Nuova Zelanda | 00:08:52 | 00:41:36 | 00:20:45 | 01:12:40 |
| 48   | Matthew Roets        | Nuova Zelanda | 00:09:35 | 00:41:56 | 00:20:10 | 01:13:12 |
| 49   | Thomas André         | Francia       | 00:08:33 | 00:45:31 | 00:19:06 | 01:14:38 |

### Élite donne
| Pos. | Atleta                | Paese         | Nuoto    | Bici     | Corsa    | Totale   |
| ---- | --------------------- | ------------- | -------- | -------- | -------- | -------- |
|      | Sophie Corbidge       | Nuova Zelanda | 00:09:24 | 00:43:12 | 00:17:50 | 01:11:51 |
|      | Ellen Pennock         | Canada        | 00:09:08 | 00:43:52 | 00:17:26 | 01:11:55 |
|      | Fiona Crombie         | Nuova Zelanda | 00:09:30 | 00:44:23 | 00:17:21 | 01:12:42 |
| 4    | Nicole Van Der Kaay   | Nuova Zelanda | 00:09:26 | 00:43:40 | 00:18:36 | 01:13:04 |
| 5    | Jaimee Leader         | Nuova Zelanda | 00:09:26 | 00:43:45 | 00:19:36 | 01:14:03 |
| 6    | Josie Clow            | Nuova Zelanda | 00:09:57 | 00:44:32 | 00:18:41 | 01:14:36 |
| 7    | Rebecca Clarke        | Nuova Zelanda | 00:09:00 | 00:44:33 | 00:20:32 | 01:15:29 |
| 8    | Samantha Kingsford    | Nuova Zelanda | 00:10:22 | 00:44:26 | 00:19:36 | 01:15:53 |
| 9    | Deborah Lynch         | Nuova Zelanda | 00:09:30 | 00:46:03 | 00:19:28 | 01:16:26 |
| 10   | Ashleigh Williams     | Nuova Zelanda | 00:10:04 | 00:45:41 | 00:19:23 | 01:16:34 |
| 11   | Sarah Lester          | Australia     | 00:10:46 | 00:46:15 | 00:18:05 | 01:16:40 |
| 12   | Penny Hayes           | Nuova Zelanda | 00:09:24 | 00:46:10 | 00:19:56 | 01:16:49 |
| 13   | Reubyn Bisschops      | Nuova Zelanda | 00:10:41 | 00:46:20 | 00:18:18 | 01:16:51 |
| 14   | Yan Yin Hilda Choi    | Hong Kong     | 00:09:59 | 00:45:30 | 00:20:03 | 01:17:01 |
| 15   | Francesca Stafford    | Nuova Zelanda | 00:10:02 | 00:45:45 | 00:19:38 | 01:17:02 |
| 16   | Molly Swanson         | Nuova Zelanda | 00:09:28 | 00:46:30 | 00:19:57 | 01:17:19 |
| 17   | Martina Fellmann      | Nuova Zelanda | 00:10:39 | 00:46:02 | 00:19:25 | 01:17:35 |
| 18   | Laura Wood            | Nuova Zelanda | 00:09:35 | 00:46:01 | 00:20:56 | 01:17:59 |
| 19   | Maddison Allen        | Australia     | 00:09:03 | 00:48:08 | 00:20:09 | 01:18:51 |
| 20   | Joyce Cheung Ting Yan | Hong Kong     | 00:09:53 | 00:47:13 | 00:21:22 | 01:19:56 |
| 21   | Natasha Poole         | Nuova Zelanda | 00:11:20 | 00:48:22 | 00:18:47 | 01:20:22 |
| 22   | Alaina Brent          | Nuova Zelanda | 00:11:54 | 00:47:23 | 00:19:43 | 01:20:48 |
| 23   | Danielle Parkinson    | Nuova Zelanda | 00:09:50 | 00:49:01 | 00:21:49 | 01:21:59 |

### Under 23 uomini
| Pos. | Atleta            | Paese         | Nuoto    | Bici     | Corsa    | Totale   |
| ---- | ----------------- | ------------- | -------- | -------- | -------- | -------- |
|      | Cooper Rand       | Nuova Zelanda | 00:08:30 | 00:38:14 | 00:16:16 | 01:04:11 |
|      | Daniel Hoy        | Nuova Zelanda | 00:08:50 | 00:38:30 | 00:15:40 | 01:04:19 |
|      | Jay Wallwork      | Nuova Zelanda | 00:08:25 | 00:38:05 | 00:16:40 | 01:04:37 |
| 4    | Mike Phillips     | Nuova Zelanda | 00:08:28 | 00:38:20 | 00:17:19 | 01:05:20 |
| 5    | Sam Elstob        | Nuova Zelanda | 00:09:06 | 00:38:14 | 00:17:02 | 01:05:36 |
| 6    | Kieran Mcpherson  | Nuova Zelanda | 00:09:18 | 00:39:13 | 00:16:35 | 01:06:31 |
| 7    | Tayler Reid       | Nuova Zelanda | 00:08:15 | 00:38:28 | 00:18:58 | 01:06:56 |
| 8    | Fynn Thompson     | Nuova Zelanda | 00:08:59 | 00:39:33 | 00:17:25 | 01:07:12 |
| 9    | Sam Ward          | Nuova Zelanda | 00:08:31 | 00:38:10 | 00:19:23 | 01:07:21 |
| 10   | Michael Perree    | Nuova Zelanda | 00:08:46 | 00:39:51 | 00:17:31 | 01:07:27 |
| 11   | Kyle Smith        | Nuova Zelanda | 00:08:50 | 00:39:37 | 00:17:43 | 01:07:32 |
| 12   | Leo Roper         | Nuova Zelanda | 00:09:37 | 00:40:01 | 00:16:40 | 01:07:37 |
| 13   | James Wright      | Nuova Zelanda | 00:08:43 | 00:40:23 | 00:17:23 | 01:07:48 |
| 14   | Andrew Lloyd      | Nuova Zelanda | 00:09:13 | 00:39:46 | 00:17:40 | 01:08:00 |
| 15   | Hayden Moorhouse  | Nuova Zelanda | 00:09:19 | 00:39:49 | 00:17:34 | 01:08:07 |
| 16   | Zac Barber        | Nuova Zelanda | 00:09:00 | 00:39:59 | 00:18:23 | 01:08:43 |
| 17   | Jake Jamieson     | Nuova Zelanda | 00:09:02 | 00:39:32 | 00:19:11 | 01:08:54 |
| 18   | Troy Mcalister    | Nuova Zelanda | 00:09:03 | 00:39:27 | 00:19:07 | 01:09:00 |
| 19   | Max Hardie-Boys   | Nuova Zelanda | 00:08:56 | 00:42:05 | 00:18:15 | 01:10:38 |
| 20   | Ben Moore         | Nuova Zelanda | 00:08:47 | 00:40:03 | 00:20:32 | 01:10:53 |
| 21   | Hugh Wilkie       | Nuova Zelanda | 00:09:30 | 00:41:05 | 00:19:17 | 01:11:15 |
| 22   | Shamus Christison | Nuova Zelanda | 00:09:49 | 00:42:45 | 00:18:03 | 01:11:52 |
| 23   | Andrew Ranford    | Nuova Zelanda | 00:08:26 | 00:44:06 | 00:18:29 | 01:12:21 |
| 24   | Jordan Mclennan   | Nuova Zelanda | 00:08:52 | 00:41:36 | 00:20:45 | 01:12:40 |
| 25   | Matthew Roets     | Nuova Zelanda | 00:09:35 | 00:41:56 | 00:20:10 | 01:13:12 |

### Under 23 donne
| Pos. | Atleta              | Paese         | Nuoto    | Bici     | Corsa    | Totale   |
| ---- | ------------------- | ------------- | -------- | -------- | -------- | -------- |
|      | Sophie Corbidge     | Nuova Zelanda | 00:09:24 | 00:43:12 | 00:17:50 | 01:11:51 |
|      | Nicole Van Der Kaay | Nuova Zelanda | 00:09:26 | 00:43:40 | 00:18:36 | 01:13:04 |
|      | Jaimee Leader       | Nuova Zelanda | 00:09:26 | 00:43:45 | 00:19:36 | 01:14:03 |
| 4    | Josie Clow          | Nuova Zelanda | 00:09:57 | 00:44:32 | 00:18:41 | 01:14:36 |
| 5    | Deborah Lynch       | Nuova Zelanda | 00:09:30 | 00:46:03 | 00:19:28 | 01:16:26 |
| 6    | Ashleigh Williams   | Nuova Zelanda | 00:10:04 | 00:45:41 | 00:19:23 | 01:16:34 |
| 7    | Penny Hayes         | Nuova Zelanda | 00:09:24 | 00:46:10 | 00:19:56 | 01:16:49 |
| 8    | Reubyn Bisschops    | Nuova Zelanda | 00:10:41 | 00:46:20 | 00:18:18 | 01:16:51 |
| 9    | Francesca Stafford  | Nuova Zelanda | 00:10:02 | 00:45:45 | 00:19:38 | 01:17:02 |
| 10   | Molly Swanson       | Nuova Zelanda | 00:09:28 | 00:46:30 | 00:19:57 | 01:17:19 |
| 11   | Martina Fellmann    | Nuova Zelanda | 00:10:39 | 00:46:02 | 00:19:25 | 01:17:35 |
| 12   | Laura Wood          | Nuova Zelanda | 00:09:35 | 00:46:01 | 00:20:56 | 01:17:59 |
| 13   | Danielle Parkinson  | Nuova Zelanda | 00:09:50 | 00:49:01 | 00:21:49 | 01:21:59 |